# 구로아트밸리 예술극장
구로아트밸리 예술극장은 서울특별시 구로구 가마산로에 위치한 수용인원 579석 규모의 공연시설이다. 